# ロゴセラピー
ロゴセラピー（意味中心療法 ; 実存分析、英語: Logotherapy）とは、人が自らの「生の意味」を見出すことを援助することで心の病を癒す心理療法のこと。創始者は、神経科医で心理学者のヴィクトール・フランクル。

## 概要
ロゴセラピーは、ジークムント・フロイトの「精神分析」やアルフレッド・アドラーの「個人心理学」と並び、心理療法のウィーン学派三大潮流のひとつとして挙げられることもあるものである。
「ロゴ」は、ギリシア語で「意味」の意である。ロゴセラピーは、人は実存的に自らの生の意味を追い求めており、その人生の意味が充たされないということが、メンタルな障害や心の病に関係してくる、という見解を基にしている。（心的な疾患は、当事者に人生の意味に関して非常に限定的な制約を課していると言える。）ロゴセラピーは、人にその生活状況の中で「生きる意味」を充実させることが出来るように、あるいはその価値の評価の仕方を変えることが出来るように援助しようとするものである。
そのためロゴセラピーは手法として、実存主義的アプローチをとり、下記の3点を基本仮説とする。
1. 意志の自由 - 人間は様々な条件、状況の中で自らの意志で態度を決める自由を持っている。（決定論の否定）
2. 意味への意志 - 人間は生きる意味を強く求める。
3. 人生の意味 - それぞれの人間の人生には独自の意味が存在している。

フランクルは、人の主要な関心事は快楽を探すことでも苦痛を軽減することでもなく、「人生の意味を見出すこと」であるとする。人生の意味を見出している人間は苦しみにも耐えることができるのである。

## 理論

### 次元的存在論
フランクルはまず、精神分析におけるコンプレックスや生物学における遺伝子など人の心を一つの観点から説明する仕方に注意を払う。こうした還元主義に対して提唱されたのが次元的存在論である。人は多様性にもかかわらずに統一された存在であり、この多様性を次元としてとらえるのである。フランクルは心理と精神の区別を強調し、人の心は身体的なもの、心理的なもの、精神的なものの三つの次元からなるとしている。

### 三つの価値カテゴリー
フランクルは人が意味を見出すことのできる価値は三つのカテゴリーに分けられるとしている。人はどのような状況になってもこのいずれかのカテゴリーで意味を見出せるのであり、一つのカテゴリーでの意味実現が不可能になったときには他のカテゴリーへの移行などを柔軟にこなすことが必要なのである。その三つのカテゴリーは創造、体験、態度に分けられる。創造価値は職業や趣味などでの実際の活動に含まれる価値を、体験価値は自然や芸術などの受容、鑑賞などに含まれる価値を、態度価値はその都度の状況へ向かって何かしらの態度をとること、その勇気や品位に含まれる価値を指している。人は主体的な活動ができなくなったり、またその都度の感覚器官までを失うというような場合でも意味の実現が可能であるということをこのカテゴリー群は示している。

### 超意味
動物のその固有の環境世界を超えた次元に、そうした環境世界から解放された人間のもつ世界がある。フランクルはそうした動物の環境世界を超えたところに人間の世界があるように、人間の世界を超えたところにも一つの全体としての世界、すなわち超世界があると推定する。超世界はまたその一つの全体的な意味を持っており、これを超意味という。超意味は人が直接問うことのできないものであるが、人の世界に意味を与える根源であるとされている。

## 技法
ロゴセラピーには心理療法における具体的な手法として「逆説志向」と「反省除去」というものがある。

### 逆説志向
ロゴセラピーでは、まず患者が何かを恐れて不安を感じるという予期不安という現象に注目し、その予期不安が実際にその予期している事態を実現させていると仮定する。こうして実現された事態はさらに予期不安を強化させ、循環メカニズムが神経症を形成する。逆説志向とは患者が恐れているその事態を望み、自らをそれを実行しようと決断することである。こうすることによって予期不安は解消され、症状の連鎖が断たれるとされている。フランクルは逆説志向を実践するにあたってはユーモアが重要だとしている。ユーモアは本質的に人間的な現象であり、その都度の自己やその状況から距離をとる性質がある。これを自己距離化といい、不安への態度の変更に役立つとされている。また、フランクルはこの逆説志向は短期間で行えることや、効果は永続性を持っているということも主張している。

### 反省除去
フランクルは人の普段の創造性や決断は根源的には無意識で行われるととらえている。このことから、本来無意識に任せるべきである活動を過剰に志向したり反省したりすることが神経症の原因となる。反省除去とはこのような過剰な志向や反省を取り除き、当の活動に専念することである。

## 関連書籍
- 『ロゴセラピー 人間への限りない畏敬に基づく心理療法』（草野智洋・徳永繁子訳、赤坂桃子 翻訳協力、新教出版社、2024年）  エリーザベト・ルーカス、著者はウィーン大学でフランクルに師事した一番弟子。元南ドイツ・ロゴセラピー研究所長